# Keio Challenger 2009
Il Keio Challenger 2009 è stato un torneo professionistico di tennis maschile giocato sul cemento, che faceva parte dell'ATP Challenger Tour 2009. Si è giocato a Yokohama in Giappone dal 16 al 22 novembre 2009.

## Partecipanti

### Teste di serie
| Nazionalità   | Giocatore        | Ranking* | Testa di serie |
| ------------- | ---------------- | -------- | -------------- |
| Giappone      | Gō Soeda         | 152      | 1              |
| Taipei cinese | Im Kyu-tae       | 160      | 2              |
| Germania      | Dieter Kindlmann | 184      | 3              |
| Giappone      | Tatsuma Itō      | 234      | 4              |
| Austria       | Philipp Oswald   | 235      | 5              |
| Slovacchia    | Pavol Červenák   | 242      | 6              |
| Australia     | Nick Lindahl     | 260      | 7              |
| Austria       | Martin Fischer   | 267      | 8              |

- Ranking al 9 novembre 2009.

### Altri partecipanti
Giocatori che hanno ricevuto una wild card:
- Sho Aida
- Toshihide Matsui
- Koki Matsunaga
- Junn Mitsuhashi

Giocatori passati dalle qualificazioni:
- Chen Ti
- Yuichi Ito
- Aleksandr Kudrjavcev
- Yi Chu-huan

## Campioni

### Singolare
Takao Suzuki ha battuto in finale  Martin Fischer con il punteggio di 6–4, 7–6(5).

### Doppio
Yang Tsung-hua /  Yi Chu-huan hanno battuto in finale  Aleksej Kedrjuk /  Junn Mitsuhashi con il punteggio di 6(9)–7, 6–3, [12–10].